# Super Punch-Out!! (videogioco 1994)
Super Punch-Out!! (スーパーパンチアウト!!?) è un videogioco di boxe sviluppato e pubblicato dalla Nintendo per Super Nintendo. È stato pubblicato nell'ottobre 1994 in America del Nord e in seguito nel 1996, mentre in Europa nel gennaio 1995. In Giappone il videogioco è uscito soltanto nel 1998. Si tratta del quarto videogioco della serie Punch-Out!!, e si svolge dopo Punch-Out!!.
Il gioco è stato reso disponibile anche per Virtual Console Wii in Europa il 20 marzo 2009, in America il 20 marzo 2009, e in Giappone il 7 luglio 2009. Il gioco è inoltre presente nelle versioni americane ed europee del Nintendo Classic Mini: Super Nintendo Entertainment System.

## Modalità di gioco
In Super Punch-Out!! il giocatore controlla Little Mac nel suo percorso che lo porterà a diventare campione della Video Boxing Association. Il giocatore combatte nella prospettiva "da dietro le spalle" e deve mandare knockout i propri avversari in tre minuti per poter vincere. Il videogioco è stato sviluppato da Genyo Takeda, Minoru Arakawa e Makoto Wada, con il doppiaggio di Charles Martinet.
Il giocatore deve affrontare quattro pugili per ogni circuito (Minore, Maggiore, Mondiale). I detentori dei tre titoli sono Bald Bull, Mr. Sandman e Super Macho Man gli unici personaggi già presenti in Punch-Out! per NES e presenti anche nella copertina del gioco per la versione europea.
Ogni match dura 3 minuti se non si sconfigge l'avversario entro questo tempo il match viene vinto dall'avversario. Durante il match si può vincere per knockout mandando giù l'avversario 3 volte o ottenendo il conteggio di 10 dopo averlo mandato giù 1 o 2 volte. Se si sconfiggono tutti i 12 avversari senza perdere alcun match si sblocca un ulteriore circuito (circuito speciale) con un campione e tre pugili ulteriori. Quando si completa un circuito è possibile riaffrontare un avversario, a propria scelta, fra quelli sconfitti.
Little Mac affronterà questi boxeur, nell'ordine:
- Gabby Jay
- Bear Hugger
- Piston Hurricane
- Bald Bull (detentore della cintura, "Circuito Minore")
- Bob Charlie
- Dragon Chan
- Masked Muscle
- Mr. Sandman (detentore della cintura, "Circuito Maggiore")
- Aran Ryan
- Heike Kagero
- Mad Clown
- Super Macho Man (detentore del titolo di "Campione del Mondo")
- Narcis Prince
- Hoy Quarlow
- Rick Bruiser
- Nick Bruiser (detentore della cintura, "Circuito Speciale")